# Брюкнер-Рюггеберг, Вильгельм
Вильгельм Брюкнер-Рюггеберг (нем. Wilhelm Brückner-Rüggeberg; 15 апреля 1906, Штутгарт — 1 апреля 1985, Гамбург) — немецкий дирижёр и музыкальный педагог. Брат Фридриха Брюкнера-Рюггеберга.

## Биография
Начал свою карьеру с места ассистента Ханса Кнаппертсбуша в Баварской государственной опере. В 1934 году сменил Герберта фон Караяна на посту первого капельмейстера в Ульме. С 1938 г. жил и работал в Гамбурге, первоначально как руководитель Гамбургского хора учителей, с 1943 года также как преподаватель Гамбургской Высшей школы музыки (с 1960 г. профессор). Среди учеников Брюкнера-Рюггеберга, в частности, Антон Колар и Кристоф Прик.
Дирижировал различными гамбургскими оркестрами. Наибольшую известность получили осуществлённые Брюкнером-Рюггебергом в 1956—1960 гг. записи опер Курта Вайля с участием Лотты Ленья. Под управлением Брюкнера-Рюггеберга были сделаны также записи избранных номеров из «Вольного стрелка» Карла Марии фон Вебера, «Крёза» Райнхарда Кайзера и др.